# Рунчев, Михаил Степанович
Михаил Степанович Рунчев (8 [21] ноября 1913, Андровка, Бердянский район, Запорожская область, УССР, СССР — 2 октября 2003) — советский и российский учёный в области механизации сельского хозяйства, академик ВАСХНИЛ (1975), доктор экономических наук (1973).

## Биография
Родился в село Андровка, Запорожская область. Окончил Мелитопольский институт механизации сельского хозяйства (1934).
Участник XXVI съезд Коммунистической партии Советского Союза.

### Карьера
- 1934—1936; зав.мастерскими Камышинского совхоза Сталинградской области,
- 1936—1939; зав. мастерскими Морозовского совхоза Ростовской области.
- 1939—1951; главный инженер совхозов «Обливский» (1939—1942) и «Гигант[5]» (1942) Ростовской области, «Эльдори» Грузинской ССР.1942—1943; Ростовского зернотреста Министерства совхозов СССР (1943—1951).
- 1951—1989 — директор ВНИИ механизации и электрификации сельского хозяйства (Зерноград).
- с 1989 советник при дирекции ВНИИ механизации и электрификации сельского хозяйства.

## Награды
- Государственной премии СССР (1978).
- Орден Октябрьской Революции (1973),
- 3 орденами Трудового Красного Знамени (1967, 1970, 1986),
- Орден Ленина (1983),
- 2 медали СССР,
- 7 медалей ВСХВ и ВДНХ.

## Сочинения
Опубликовал более 200 научных работ, в том числе 19 книг и брошюр:
- Основы универсализации и комбинирования машин в полеводстве / соавт.: А. Н. Краснопольский, А. П. Перерва; Всерос. НИИ механизации и электрификации сел. хоз-ва. — Ростов н/Д: Изд-во Рост. ун-та, 1969. — 183 с.
- Инженерная служба в хозяйстве / соавт.: В. С. Филонов и др. — Ростов н/Д: Ростовское книжное издательство, 1972. — 159 с.
- Реконструкция и комплексная механизация животноводческих ферм / соавт. Н. С. Резников. — М.: Россельхозиздат, 1975. — 190 с.
- Организация уборочных работ специализированными комплексами / соавт.: Э. И. Липкович, В. Я. Жуков. — М.: Колос, 1980. — 223 с.
- Поточная организация полевых работ / соавт.: Ю. М. Сисюкин, Н. И. Чупринин. — М.: Россельхозиздат, 1981. — 239 с.
- Комплексная механизация внесения удобрений / соавт.: Е. А. Губарев, В. И. Вялков. — М.: Россельхозиздат, 1987. — 191 с.
- Почвообработки засушливого земледелия — научно обоснованную технику: южностепная зона России. — Ростов н/Д: Терра, 2001. — 72 с.
- Эффективность инвестиций в техническое оснащение производства продукции растениеводства: моногр. / соавт.: Ю. И. Бершицкий, Н. А. Проданова; ГНУ «Всерос. н.-и. и проект.-технол. ин-т механизации и электрификации сел. хоз-ва». — Зерноград, 2002. — 80 с.